# Ampliotrema discolor
Ampliotrema discolor är en lavart som först beskrevs av Erik Acharius, och fick sitt nu gällande namn av Kalb 2004. Ampliotrema discolor ingår i släktet Ampliotrema och familjen Thelotremataceae.   Inga underarter finns listade i Catalogue of Life.